# Bouère
Bouère település Franciaországban, Mayenne megyében. Lakosainak száma 1066 fő (2022. január 1.). Bouère Souvigné-sur-Sarthe, Beaumont-Pied-de-Bœuf, Le Buret, Grez-en-Bouère, Saint-Brice, Saint-Charles-la-Forêt, Saint-Denis-d’Anjou és Bierné-les-Villages községekkel határos.

## Népesség
A település népességének változása:
| Lakosok száma | 1149 | 911  | 857  | 930  | 1073 | 1089 | 1090 | 1065 | 1062 | 1066 |
|               | 1968 | 1982 | 1990 | 2006 | 2013 | 2015 | 2017 | 2019 | 2020 | 2022 |